# Жозе Бруассар
Жозе Бруассар (фр. José Broissart, нар. 20 лютого 1947, Равенель) — французький футболіст, що грав на позиції півзахисника, зокрема за «Ліон» та національну збірну Франції.

## Клубна кар'єра
Народився 20 лютого 1947 року в місті Равенель. Вихованець юнацьких команд футбольних клубів «Равенель», «Бове Уаз» та «Расінг».
У дорослому футболі дебютував 1964 року виступами за головну команду паризького «Расінга», в якій провів два сезони, взявши участь у 36 матчах чемпіонату. 
Згодом з 1966 по 1976 рік грав за «Седан», «Сент-Етьєн» та «Бастію». У складі «Сент-Етьєна» виборював титул чемпіона Франції, ставав володарем Кубка Франції і Суперкубка Франції.
1976 року перейшов до «Ліона», за який відіграв заключні чотири сезони кар'єри. Завершив професійну кар'єру футболіста у 1980 році.

## Виступи за збірну
1969 року дебютував в офіційних матчах у складі національної збірної Франції.
Загалом протягом кар'єри в національній команді, яка тривала 5 років, провів у її формі 10 матчів.

## Кар'єра тренера
Після завершення ігрової кар'єри тренував молодіжну команду «Ліона».

## Титули і досягнення
- Чемпіон Франції (1):

«Сент-Етьєн»: 1969-1970
- Володар Кубка Франції (1):

«Сент-Етьєн»: 1969-1970
- Володар Суперкубка Франції (1):

«Сент-Етьєн»: 1969